# Arrondissement d'Ostallgäu
L'arrondissement d'Ostallgäu est un arrondissement  (Landkreis en allemand) de Bavière   (Allemagne) situé dans le district (Regierungsbezirk en allemand) de Souabe. 
Son chef lieu est Marktoberdorf.

## Villes, communes et communautés d'administration
Le nombre entre parenthèses est le nombre d'habitants en 2006.
| Städte 1. Buchloe (12 034) 2. Füssen (14 162) 3. Marktoberdorf (18 345) Märkte 1. Irsee (1 409) 2. Kaltental (1 647) 3. Nesselwang (3 530) 4. Obergünzburg (6 464) 5. Ronsberg (1 644) 6. Unterthingau (2 737) 7. Waal (2 219) | Gemeinden 1. Aitrang (2 041) 2. Baisweil (1 312) 3. Bidingen (1 698) 4. Biessenhofen (4 019) 5. Eggenthal (1 287) 6. Eisenberg (1 222) 7. Friesenried (1 510) 8. Germaringen (3 782) 9. Görisried (1 272) 10. Günzach (1 495) 11. Halblech (3 546) 12. Hopferau (1 104) 13. Jengen (2 356) 14. Kraftisried (742) 15. Lamerdingen (1 832) 16. Lechbruck am See (2 542) 17. Lengenwang (1 364) 18. Mauerstetten (2 989) 19. Oberostendorf (1 298) 20. Osterzell (685) 21. Pforzen (2 128) 22. Pfronten (7 857) 23. Rettenbach am Auerberg (764) 24. Rieden (1 332) 25. Rieden am Forggensee (1 227) 26. Roßhaupten (2 192) 27. Ruderatshofen (1 716) 28. Rückholz (820) 29. Schwangau (3 504) 30. Seeg (2 861) 31. Stötten am Auerberg (1 872) 32. Stöttwang (1 866) 33. Untrasried (1 520) 34. Wald (1 032) 35. Westendorf (1 865) | Verwaltungsgemeinschaften 1. Biessenhofen (Communes Aitrang, Bidingen, Biessenhofen et Ruderatshofen) 2. Buchloe (Villes de Buchloe, Markt Waal et communes Jengen et Lamerdingen) 3. Eggenthal (Communes Baisweil, Eggenthal et Friesenried) 4. Obergünzburg (Markt Obergünzburg et communes Günzach et Untrasried) 5. Pforzen (Markt Irsee et communes Pforzen et Rieden) 6. Roßhaupten (Communes Rieden a.Forggensee und Roßhaupten) 7. Seeg (Communes Eisenberg, Hopferau, Lengenwang, Rückholz, Seeg et Wald) 8. Stötten a.Auerberg (Communes Rettenbach a.Auerberg et Stötten a.Auerberg) 9. Unterthingau (Markt Unterthingau et communes Görisried et Kraftisried) 10. Westendorf (Markt Kaltental et communes Oberostendorf, Osterzell, Stöttwang et Westendorf) |